# Dezember 2025
Portal Geschichte | Portal Biografien | Aktuelle Ereignisse | Jahreskalender | Tagesartikel

◄ |
20. Jahrhundert |
21. Jahrhundert

◄ |
1990er |
2000er |
2010er |
2020er
| 2030er | 2040er

◄ |
2021 |
2022 |
2023 |
2024 |
2025
| 2026 | 2027 | 2028 | 2029 | ►

◄ |
September 2025 |
Oktober 2025 |
November 2025 |
Dezember 2025 |
Januar 2026 |
Februar 2026 |
März 2026 |
►
Dieser Artikel behandelt tagesbezogene Nachrichten und Ereignisse im Dezember 2025. Eine Artikelübersicht zu thematischen „Dauerbrennern“ und zu länger andauernden Veranstaltungen findet sich auf der Seite zu den laufenden Ereignissen.

## Tagesgeschehen

### Montag, 15. Dezember 2025
- Kingston/Jamaika: Parlamentswahl in Jamaika

### Sonntag, 21. Dezember 2025
- Marokko/Rabat: Beginn des Afrika-Cups 2025